# با هم، ما بی‌شماریم
با هم، ما بی‌شماریم (اوکراینی: Разом нас багато؛ ‏تلفظ اوکراینی: [ˈrɑzom ˈnɑz bɐˈɦɑto]؛ ‏ خوانده می‌شود: رازوم ناز باهاتو) ترانه‌ای هیپ هاپ از گروه دونفرهٔ گرین‌جالی است که شعار و سرود انقلاب نارنجی در سال ۲۰۰۴ شد. عبارت کامل‌تری از شعر ترانه که در متن آن تکرار می‌شود «Разом нас багато, нас не подолати» است که یعنی «با هم، ما بی‌شماریم، ما شکست‌ناپذیریم».
این آهنگ عمداً شبیه به ترانهٔ شیلیایی معروف از گروه کیلاپایون به نام «مردم متحد هرگز شکست نخواهند خورد» ساخته شده که فراکسیون چپ اتحاد خلق از آن استفاده می‌کرد و توسط آهنگساز شهیر شیلیایی سرخیو اورتگا نوشته شده بود.
ترانه اولیهٔ اصلی به‌طور کامل به زبان اوکراینی بود و به‌طور خاص برای انتخابات ریاست جمهوری سال ۲۰۰۴ این کشور نوشته شده بود و حتی تا جایی پیش رفت که به نام ویکتور یوشچنکو نامزد ریاست جمهوری در متن ترانه اشاره شد.
این ترانه، نمایندهٔ اوکراین در مسابقه آواز یوروویژن ۲۰۰۵ در کی‌یف بود. به‌دلیل الزام قوانین مسابقه آهنگ در عدم ارجاع مستقیم سیاسی، اشعاری که به یوشچنکو اشاره می‌کردند حذف شدند. اشعار ترانه به گونه‌ای بازنویسی شد که به دو زبان اوکراینی و انگلیسی باشد، در حالی که عبارت هم‌خوانی اصلی «رازوم ناز باهاتو» (با هم، ما بی‌شماریم) به هشت زبان تکرار شد: اوکراینی، لهستانی، آلمانی، اسپانیایی، چکی، فرانسوی و روسی.
گروهی از رَپرهای لهستانی، ریمیکسی از این ترانه را تحتِ عنوان «ما بی‌شماریم» (لهستانی: Jest nas wielu؛ ‏ بخوانید: یِست ناس ویه‌لو) خواندند که در لهستان محبوب شد.